# گریگور مدنیکیان
'گریگور هاروتیونی مدنیکیان (ارمنی: Գրիգոր Հարությունի Մեդնիկյան؛  زادهٔ ۲۶ سپتامبر ۱۸۹۱ - درگذشته ۱۶ فوریهٔ ۱۹۷۴) یک داروشناس و استاد اهل ارمنستان بود.

## زندگی‌نامه
در ۲۶ سپتامبر ۱۸۹۱ در موزدوک به دنیا آمد و از دانشگاه سلطنتی دورپات (۱۹۱۷) و دانشگاه دولتی ایروان (۱۹۳۰) فارغ‌التحصیل شد. وی در دانشگاه دولتی ایروان، آکادمی پزشکی نظامی س.م. کیروف، مرکز خون‌شناسی روبن یولیان، دانشگاه پزشکی دولتی ایروان و انستیتو شیمی آلی ظریف فعالیت می‌کرد.  وی همچنین برنده دانشمند شایسته ارمنستان شوروی شده است. وی در ۱۶ فوریهٔ ۱۹۷۴ در سن ۸۲ سالگی در ایروان درگذشت.

## یادداشت
1. ↑  բժշկական գիտությունների դոկտոր
2. ↑  Դորպատի կայսերական համալսարան